# Николоямской тупик

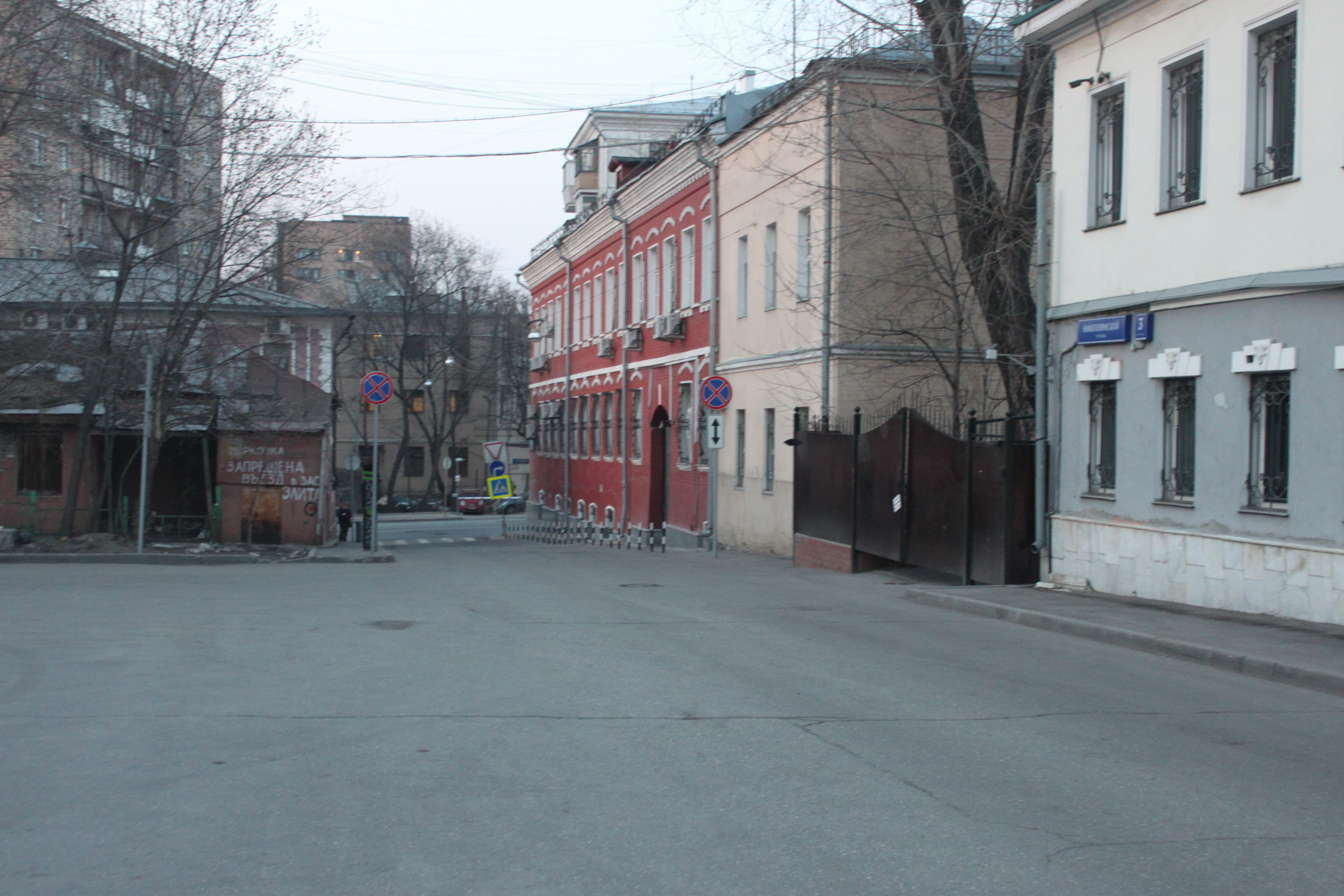
Николоямской тупик

Николоямско́й тупи́к — небольшая улица в центре Москвы в Таганском районе от Николоямской улицы.

## Происхождение названия
Название получил по примыканию к Николоямской улице, которая, в свою очередь, была так названа по церкви Николая Чудотворца на Ямах, разрушенной в 1950-х годах. В 1986 году вариант Николоямский был изменён на Николоямской тупик.

## Описание
Николоямской тупик начинается от Николоямской улицы и проходит на юг в сторону улицы Станиславского, заканчиваясь в городской застройке.

## Здания и сооружения
По нечётной стороне:
По чётной стороне: